# Тыва (посёлок)
Ты́ва — поселок в Ленском районе Архангельской области. Входит в состав Урдомского городского поселения.

## География
Находится в юго-восточной части Архангельской области на расстоянии приблизительно 9 км на северо-восток по прямой от административного центра поселения поселка Урдома рядом с железнодорожной линией Котлас-Воркута.

## История
Строительство началось в 1950-е годы, когда здесь организуется Яренский леспромхоз Минлеспрома УССР. В 1966 году леспромхоз преобразовывается в Тывский лесопункт в составе Верхнелупьинского леспромхоза. В поселке были начальная школа, клуб, магазины, столовая, почта. В поселке было отмечено 121 хозяйство (1974 год), 167 (1985), 153 (1996).

## Население
Численность населения: 472 человека (1974 год), 499 (1985), 385 (1996), 305 (русские 87 %) в 2002 году, 200 в 2010.